# 胆香瓦安倍
胆香瓦 安倍（いかご の あへ）は、飛鳥時代の人物。旧仮名遣いでの読みはで同じ。姓（カバネ）は臣。672年の壬申の乱で大海人皇子（天武天皇）側の高市皇子に従って都を脱し、後に大和国方面への増援軍の将の一人になった。

## 経歴
壬申の乱が勃発した際、胆香瓦安倍は近江大津京にいたらしい。大津にいた高市皇子は、父の大海人皇子の挙兵を知って京を脱出し、6月25日に鹿深を越えて積殖山口で大海人皇子の一行に合流した。このとき高市皇子に従っていたのが、民大火、赤染徳足、大蔵広隅、坂上国麻呂、古市黒麻呂、竹田大徳と、胆香瓦臣安倍であった。鹿深は近江国甲賀郡のあたりである。積殖は、後の伊賀国阿拝郡柘植郷（現在の伊賀市柘植）と推定され、当時は伊勢国に属した。
安倍は皇子に従って美濃国に行ったらしい。美濃の不破に集結した軍勢は、7月2日に近江と倭（大和）の二方面に分かれて進発した。このとき近江に直行する数万を率いたのが、村国男依、書根麻呂、和珥部君手と胆香瓦臣安倍であった。
胆香瓦安倍はどちらの場合も列挙された人々の最後に記されており、その中で特に重要視されていたわけではないらしい。『日本書紀』にはこれ以外に安倍について記した箇所はなく、他に知られることはない。